# Hull City Association Football Club 2018-2019
Questa pagina raccoglie i dati riguardanti il Hull City Association Football Club nelle competizioni ufficiali della stagione 2018-2019.

## Rosa
| N. |                        | Ruolo | Calciatore       |
| -- | ---------------------- | ----- | ---------------- |
| 13 | Inghilterra (bandiera) | P     | Callum Burton    |
| 12 | Inghilterra (bandiera) | P     | George Long      |
| 12 | Inghilterra (bandiera) | P     | Will Mannion     |
| 1  | Scozia (bandiera)      | P     | David Marshall   |
| 5  | Inghilterra (bandiera) | D     | Reece Burke      |
| 26 | Inghilterra (bandiera) | D     | Adam Curry       |
| 4  | Paesi Bassi (bandiera) | D     | Jordy de Wijs    |
| 21 | Inghilterra (bandiera) | D     | Brandon Fleming  |
| 17 | Inghilterra (bandiera) | D     | Todd Kane        |
| 23 | Scozia (bandiera)      | D     | Stephen Kingsley |
| 2  | Stati Uniti (bandiera) | D     | Eric Lichaj      |
| 15 | Inghilterra (bandiera) | D     | Angus MacDonald  |
| 3  | Rep. Ceca (bandiera)   | D     | Ondřej Mazuch    |
| 27 | Inghilterra (bandiera) | D     | Robbie McKenzie  |
| 36 | Inghilterra (bandiera) | D     | Liam Ridgewell   |
| 39 | Inghilterra (bandiera) | D     | Lewis Ritson     |

| N. |                        | Ruolo | Calciatore         |
| -- | ---------------------- | ----- | ------------------ |
| 18 | Inghilterra (bandiera) | C     | Daniel Batty       |
| 7  | Brasile (bandiera)     | C     | Evandro Goebel     |
| 22 | Norvegia (bandiera)    | C     | Markus Henriksen   |
| 16 | Australia (bandiera)   | C     | Jackson Irvine     |
| 10 | Spagna (bandiera)      | C     | Jon Toral          |
| 28 | Inghilterra (bandiera) | C     | Max Sheaf          |
| 6  | Inghilterra (bandiera) | C     | Kevin Stewart      |
| 17 | Inghilterra (bandiera) | C     | James Weir         |
| 20 | Inghilterra (bandiera) | A     | Jarrod Bowen       |
| 25 | Inghilterra (bandiera) | A     | Fraizer Campbell   |
| 9  | Mali (bandiera)        | A     | Nouha Dicko        |
| 14 | Polonia (bandiera)     | A     | Kamil Grosicki     |
| 34 | Inghilterra (bandiera) | A     | Keane Lewis-Potter |
| 29 | Scozia (bandiera)      | A     | Chris Martin       |
| 11 | Francia (bandiera)     | A     | Manuel Milinković  |

## Organigramma societario
Area tecnica
- Allenatore: Nigel Adkins
- Allenatore in seconda:
- Preparatore dei portieri:
- Preparatori atletici:

## Risultati

### Championship

#### Girone di andata
| Arbitro: | Madley |

|            |           |                                       |
| Evandro 7’ | Marcatori | 14’ Elphick 70’ Elmohamady 75’ Hutton |

| Arbitro: | Attwell |

|                       |           |              |
| Forestieri 51’ (rig.) | Marcatori | 36’ Campbell |

| Arbitro: | Coote |

|  |           |          |
|  | Marcatori | 43’ Dack |

| Arbitro: | Simpson |

|                      |           |                              |
| Wood 16’ Proctor 75’ | Marcatori | 28’, 47’ Irvine 45’ Campbell |

| Arbitro: | Bond |

|                               |           |  |
| McClean 9’ de Wijs 59’ (aut.) | Marcatori |  |

| Arbitro: | Brooks |

|          |           |                                  |
| Kane 53’ | Marcatori | 23’ (rig.) Waghorn 88’ Jozefzoon |

| Arbitro: | Harrington |

|                     |           |  |
| Bowen 3’ Irvine 89’ | Marcatori |  |

| Arbitro: | Webb |

|                       |           |           |
| Morsy 21’ Windass 38’ | Marcatori | 43’ Bowen |

| Arbitro: | Simpson |

|                                      |           |  |
| Baldock 4’ Böðvarsson 70’ Yiadom 81’ | Marcatori |  |

| Arbitro: | England |

|                  |           |                  |
| Bowen 69’ (rig.) | Marcatori | 51’ Assombalonga |

| Arbitro: | Bond |

|  |           |             |
|  | Marcatori | 51’ Roberts |

| Arbitro: | Bankes |

|                       |           |  |
| McGoldrick 70’ (rig.) | Marcatori |  |

| Arbitro: | Ward |

|                  |           |           |
| Bowen 85’ (rig.) | Marcatori | 90’ Moult |

| Arbitro: | Bankes |

|              |           |  |
| Diedhiou 90’ | Marcatori |  |

| Arbitro: | Webb |

|  |           |             |
|  | Marcatori | 7’ Campbell |

| Arbitro: | Stroud |

|              |           |  |
| Campbell 38’ | Marcatori |  |

| Arbitro: | Ward |

|                     |           |                                |
| Adams 21’, 45’, 84’ | Marcatori | 50’, 61’ Campbell 73’ Grosicki |

| Arbitro: | Scott |

|  |           |                        |
|  | Marcatori | 61’ Grabban 64’ Lolley |

| Kingston upon Hull 27 novembre 2018, ore 19:45 WET 19ª giornata | Hull City  | 0 – 0 referto | Norwich City | KC Stadium (11 420 spett.)\| Arbitro: \| Eltringham \| |
| Arbitro:                                                        | Eltringham |               |              |                                                        |

| Arbitro: | Simpson |

|                         |           |                             |
| Wszołek 24’ Freeman 90’ | Marcatori | 6’, 69’ Bowen 22’ Henriksen |

| Arbitro: | Stroud |

|                         |           |                           |
| Gregory 22’ O'Brien 54’ | Marcatori | 6’ Grosicki 73’ Henriksen |

| Arbitro: | Davies |

|                   |           |  |
| Campbell 12’, 21’ | Marcatori |  |

| Arbitro: | Langford |

|                            |           |                    |
| Bowen 70’, 80’ Elphick 76’ | Marcatori | 3’ Bony 88’ Celina |

#### Girone di ritorno
| Arbitro: | Duncan |

|            |           |                 |
| Browne 47’ | Marcatori | 28’, 80’ Irvine |

| Arbitro: | Brooks |

|  |           |                |
|  | Marcatori | 25’, 58’ Bowen |

| Arbitro: | Harrington |

|                                                              |           |  |
| Grosicki 29’, 63’ Evandro 62’ Martin 67’ Bowen 76’ Dicko 83’ | Marcatori |  |

| Arbitro: | Eltringham |

|                                    |           |  |
| Bowen 45’, 52’ (rig.) Campbell 76’ | Marcatori |  |

| Arbitro: | Bond |

|                         |           |                       |
| Chester 45’ Abraham 64’ | Marcatori | 27’ Bowen 37’ Evandro |

| Arbitro: | Simpson |

|                                    |           |  |
| Armstrong 10’ Rodwell 18’ Reed 73’ | Marcatori |  |

| Arbitro: | Bankes |

|                        |           |  |
| Bowen 44’ Grosicki 64’ | Marcatori |  |

| Arbitro: | Ward |

|                  |           |  |
| Waghorn 41’, 71’ | Marcatori |  |

| Arbitro: | Duncan |

|                       |           |                               |
| Bowen 2’ Campbell 23’ | Marcatori | 48’ Forde 55’ (aut.) McKenzie |

| Arbitro: | Robinson |

|                                               |           |              |
| Mokotjo 28’ Benrahma 33’, 43’, 81’ Maupay 52’ | Marcatori | 24’ Campbell |

| Arbitro: | Bond |

|                   |           |                |
| Bowen 8’ Pugh 42’ | Marcatori | 34’ Hutchinson |

| Arbitro: | Harrington |

|                       |           |  |
| Bowen 23’, 60’ (rig.) | Marcatori |  |

| Arbitro: | Linington |

|                                               |           |  |
| Carvalho 72’ Ansarifard 76’ Lolley 82’ (rig.) | Marcatori |  |

| Arbitro: | Madley |

|                                  |           |                     |
| Stiepermann 11’ Buendía 14’, 60’ | Marcatori | 45’ Pugh 87’ Martin |

| Arbitro: | Martin |

|               |           |                      |
| Bowen 7’, 44’ | Marcatori | 62’ Scowen 84’ Hemed |

| Arbitro: | Brooks |

|  |           |                   |
|  | Marcatori | 14’, 49’ Grosicki |

| Arbitro: | Robinson |

|                            |           |           |
| Grosicki 53’, 77’ Pugh 65’ | Marcatori | 16’ Baker |

| Arbitro: | Webb |

|                          |           |            |
| Campbell 51’ de Wijs 89’ | Marcatori | 41’ Powell |

| Arbitro: | Jones |

|                  |           |  |
| Assombalonga 25’ | Marcatori |  |

| Arbitro: | Bankes |

|                          |           |               |
| Gibbs 42’ Gayle 62’, 85’ | Marcatori | 48’, 59’ Kane |

| Arbitro: | Scott |

|  |           |                                 |
|  | Marcatori | 10’, 22’ McGoldrick 42’ Stevens |

| Arbitro: | Eltringham |

|                   |           |                     |
| McBurnie 37’, 66’ | Marcatori | 77’ Bowen 84’ Dicko |

| Arbitro: | Brooks |

|            |           |                      |
| Irvine 55’ | Marcatori | 90’ (aut.) Henriksen |

### FA Cup
| Arbitro: | Woolmer |

|                   |           |           |
| Ferguson 82’, 85’ | Marcatori | 52’ Toral |

### Coppa di Lega
| Arbitro: | Coy |

|                                         |                      |                                      |
| Sharp 75’                               | Marcatori            | 18’ Toral                            |
| Norwood Sharp Woodburn O'Connell Basham | Tiri di rigore 4 – 5 | Toral Keane Grosicki Fleming Stewart |

| Arbitro: | Langford |

|  |           |                                                        |
|  | Marcatori | 24’ Waghorn 39’ Jozefzoon 73’ (aut.) Fleming 89’ Mount |

## Statistiche

### Statistiche di squadra
| Competizione  | Punti | In casa | In casa | In casa | In casa | In casa | In casa | In trasferta | In trasferta | In trasferta | In trasferta | In trasferta | In trasferta | Totale | Totale | Totale | Totale | Totale | Totale | DR |
| Competizione  | Punti | G       | V       | N       | P       | Gf      | Gs      | G            | V            | N            | P            | Gf           | Gs           | G      | V      | N      | P      | Gf     | Gs     | DR |
| ------------- | ----- | ------- | ------- | ------- | ------- | ------- | ------- | ------------ | ------------ | ------------ | ------------ | ------------ | ------------ | ------ | ------ | ------ | ------ | ------ | ------ | -- |
| Championship  | 62    | 23      | 11      | 6       | 6       | 37      | 24      | 23           | 6            | 5            | 12           | 29           | 44           | 46     | 17     | 11     | 18     | 66     | 68     | -2 |
| FA Cup        | -     | 0       | 0       | 0       | 0       | 0       | 0       | 1            | 0            | 0            | 1            | 1            | 2            | 1      | 0      | 0      | 1      | 1      | 2      | -1 |
| Coppa di Lega | -     | 1       | 0       | 0       | 1       | 0       | 4       | 1            | 0            | 1            | 0            | 1            | 1            | 2      | 0      | 1      | 1      | 1      | 5      | -4 |
| Totale        | -     | 24      | 11      | 6       | 7       | 37      | 28      | 25           | 6            | 6            | 13           | 31           | 47           | 49     | 17     | 12     | 20     | 68     | 75     | -7 |

### Andamento in campionato
| Giornata  | 1  | 2  | 3  | 4  | 5  | 6  | 7  | 8  | 9  | 10 | 11 | 12 | 13 | 14 | 15 | 16 | 17 | 18 | 19 | 20 | 21 | 22 | 23 | 24 | 25 | 26 | 27 | 28 | 29 | 30 | 31 | 32 | 33 | 34 | 35 | 36 | 37 | 38 | 39 | 40 | 41 | 42 | 43 | 44 | 45 | 46 |
| --------- | -- | -- | -- | -- | -- | -- | -- | -- | -- | -- | -- | -- | -- | -- | -- | -- | -- | -- | -- | -- | -- | -- | -- | -- | -- | -- | -- | -- | -- | -- | -- | -- | -- | -- | -- | -- | -- | -- | -- | -- | -- | -- | -- | -- | -- | -- |
| Luogo     | C  | T  | C  | T  | T  | C  | C  | T  | T  | C  | C  | T  | C  | T  | T  | C  | T  | C  | C  | T  | T  | C  | C  | T  | T  | C  | C  | T  | T  | C  | T  | C  | T  | C  | C  | T  | T  | C  | T  | C  | C  | T  | T  | C  | T  | C  |
| Risultato | P  | N  | P  | V  | P  | P  | V  | P  | P  | N  | P  | P  | N  | P  | V  | V  | N  | P  | N  | V  | N  | V  | V  | V  | V  | V  | V  | N  | P  | V  | P  | N  | P  | V  | V  | P  | P  | N  | V  | V  | V  | P  | P  | P  | N  | N  |
| Posizione | 21 | 20 | 21 | 16 | 19 | 20 | 17 | 19 | 20 | 20 | 20 | 23 | 22 | 23 | 23 | 22 | 21 | 22 | 22 | 19 | 19 | 16 | 15 | 14 | 13 | 12 | 9  | 8  | 12 | 9  | 11 | 10 | 10 | 11 | 10 | 12 | 13 | 13 | 12 | 11 | 9  | 9  | 11 | 13 | 14 | 13 |

Legenda:

Luogo: C = Casa; T = Trasferta. Risultato: V = Vittoria; N = Pareggio; P = Sconfitta.

### Statistiche dei giocatori
| Giocatore       | Championship | Championship | Championship | Championship | FA Cup   | FA Cup | FA Cup      | FA Cup     | Coppa di Lega | Coppa di Lega | Coppa di Lega | Coppa di Lega | Totale   | Totale | Totale      | Totale     |
| Giocatore       | Presenze     | Reti         | Ammonizioni  | Espulsioni   | Presenze | Reti   | Ammonizioni | Espulsioni | Presenze      | Reti          | Ammonizioni   | Espulsioni    | Presenze | Reti   | Ammonizioni | Espulsioni |
| --------------- | ------------ | ------------ | ------------ | ------------ | -------- | ------ | ----------- | ---------- | ------------- | ------------- | ------------- | ------------- | -------- | ------ | ----------- | ---------- |
| C. Burton       | -            | -            | -            | -            | -        | -      | -           | -          | -             | -             | -             | -             | -        | -      | -           | -          |
| G. Long         | 4            | 0            | 0            | 0            | 1        | 0      | 0           | 0          | 1             | 0             | 0             | 0             | 6        | 0      | 0           | 0          |
| W. Mannion      | -            | -            | -            | -            | -        | -      | -           | -          | -             | -             | -             | -             | -        | -      | -           | -          |
| D. Marshall     | 43           | 0            | 1            | 0            | -        | -      | -           | -          | 1             | 0             | 0             | 0             | 44       | 0      | 1           | 0          |
| R. Burke        | 34           | 0            | 2            | 0            | -        | -      | -           | -          | 1             | 0             | 0             | 0             | 35       | 0      | 2           | 0          |
| A. Curry        | -            | -            | -            | -            | -        | -      | -           | -          | 2             | 0             | 0             | 0             | 2        | 0      | 0           | 0          |
| J. de Wijs      | 32           | 1            | 7            | 0            | -        | -      | -           | -          | -             | -             | -             | -             | 32       | 1      | 7           | 0          |
| B. Fleming      | 4            | 0            | 1            | 0            | -        | -      | -           | -          | 2             | 0             | 0             | 0             | 6        | 0      | 1           | 0          |
| T. Kane         | 39           | 3            | 5            | 0            | 1        | 0      | 0           | 0          | 1             | 0             | 0             | 0             | 41       | 3      | 5           | 0          |
| S. Kingsley     | 26           | 0            | 1            | 0            | -        | -      | -           | -          | 1             | 0             | 0             | 0             | 27       | 0      | 1           | 0          |
| E. Lichaj       | 39           | 0            | 5            | 0            | 1        | 0      | 0           | 0          | -             | -             | -             | -             | 40       | 0      | 5           | 0          |
| A. MacDonald    | 1            | 0            | 0            | 0            | -        | -      | -           | -          | 2             | 0             | 1             | 0             | 3        | 0      | 1           | 0          |
| O. Mazuch       | 6            | 0            | 0            | 0            | 1        | 0      | 1           | 0          | -             | -             | -             | -             | 7        | 0      | 1           | 0          |
| R. McKenzie     | 18           | 0            | 0            | 0            | 1        | 0      | 0           | 0          | 2             | 0             | 0             | 0             | 21       | 0      | 0           | 0          |
| L. Ridgewell    | 7            | 0            | 2            | 0            | -        | -      | -           | -          | -             | -             | -             | -             | 7        | 0      | 2           | 0          |
| L. Ritson       | -            | -            | -            | -            | -        | -      | -           | -          | -             | -             | -             | -             | -        | -      | -           | -          |
| D. Batty        | 27           | 0            | 2            | 0            | 1        | 0      | 1           | 0          | 1             | 0             | 0             | 0             | 29       | 0      | 3           | 0          |
| Evandro         | 23           | 3            | 2            | 1            | -        | -      | -           | -          | -             | -             | -             | -             | 23       | 3      | 2           | 1          |
| M. Henriksen    | 39           | 2            | 13           | 0            | -        | -      | -           | -          | -             | -             | -             | -             | 39       | 2      | 13          | 0          |
| J. Irvine       | 38           | 6            | 7            | 0            | -        | -      | -           | -          | 1             | 0             | 0             | 0             | 39       | 6      | 7           | 0          |
| J. Toral        | 8            | 0            | 0            | 0            | 1        | 1      | 0           | 0          | 2             | 1             | 1             | 0             | 11       | 2      | 1           | 0          |
| M. Sheaf        | 1            | 0            | 0            | 0            | 1        | 0      | 0           | 0          | 1             | 0             | 0             | 0             | 3        | 0      | 0           | 0          |
| K. Stewart      | 27           | 0            | 5            | 0            | 1        | 0      | 0           | 0          | 2             | 0             | 1             | 0             | 30       | 0      | 6           | 0          |
| J. Weir         | -            | -            | -            | -            | -        | -      | -           | -          | -             | -             | -             | -             | -        | -      | -           | -          |
| J. Bowen        | 46           | 22           | 1            | 0            | -        | -      | -           | -          | -             | -             | -             | -             | 46       | 22     | 1           | 0          |
| F. Campbell     | 39           | 12           | 7            | 0            | -        | -      | -           | -          | -             | -             | -             | -             | 39       | 12     | 7           | 0          |
| N. Dicko        | 16           | 2            | 0            | 0            | 1        | 0      | 0           | 0          | 2             | 0             | 0             | 0             | 19       | 2      | 0           | 0          |
| K. Grosicki     | 39           | 9            | 2            | 0            | -        | -      | -           | -          | 1             | 0             | 0             | 0             | 40       | 9      | 2           | 0          |
| K. Lewis-Potter | -            | -            | -            | -            | 1        | 0      | 0           | 0          | -             | -             | -             | -             | 1        | 0      | 0           | 0          |
| C. Martin       | 30           | 2            | 3            | 0            | 1        | 0      | 0           | 0          | -             | -             | -             | -             | 31       | 2      | 3           | 0          |
| M. Milinković   | 8            | 0            | 0            | 0            | 1        | 0      | 0           | 0          | 2             | 0             | 0             | 0             | 11       | 0      | 0           | 0          |
| T. Elphick      | 18           | 1            | 3            | 0            | -        | -      | -           | -          | -             | -             | -             | -             | 18       | 1      | 3           | 0          |
| W. Keane        | 8            | 0            | 0            | 0            | -        | -      | -           | -          | 2             | 0             | 0             | 0             | 10       | 0      | 0           | 0          |
| M. Pugh         | 14           | 3            | 0            | 0            | -        | -      | -           | -          | -             | -             | -             | -             | 14       | 3      | 0           | 0          |